# Den helige store martyren Georgs kyrka, Vašica
Den helige store martyren Georgs kyrka (serbisk kyrilliska: Црква Светог великомученика Георгија; latinska: Crkva Svetog velikomučenika Georgija; kyrkslaviska: Це́рковь свѧтого великомꙋ́ченика Геѡ́ргїѧ Побѣдоно́сца) är en serbisk-ortodox kyrkobyggnad belägen i byn Vašica, i orten Šid i regionen Srem i provinsen Vojvodina, i norra Serbien.
Kyrkan är helgad åt den romerske soldaten, martyren och helgonet Sankt Göran. Den tillhör det serbisk-ortodoxa stiftet Srems stift.

## Historik
Den helige store martyren Georgs kyrka i Vašica byggdes år 1778.

## Bilder

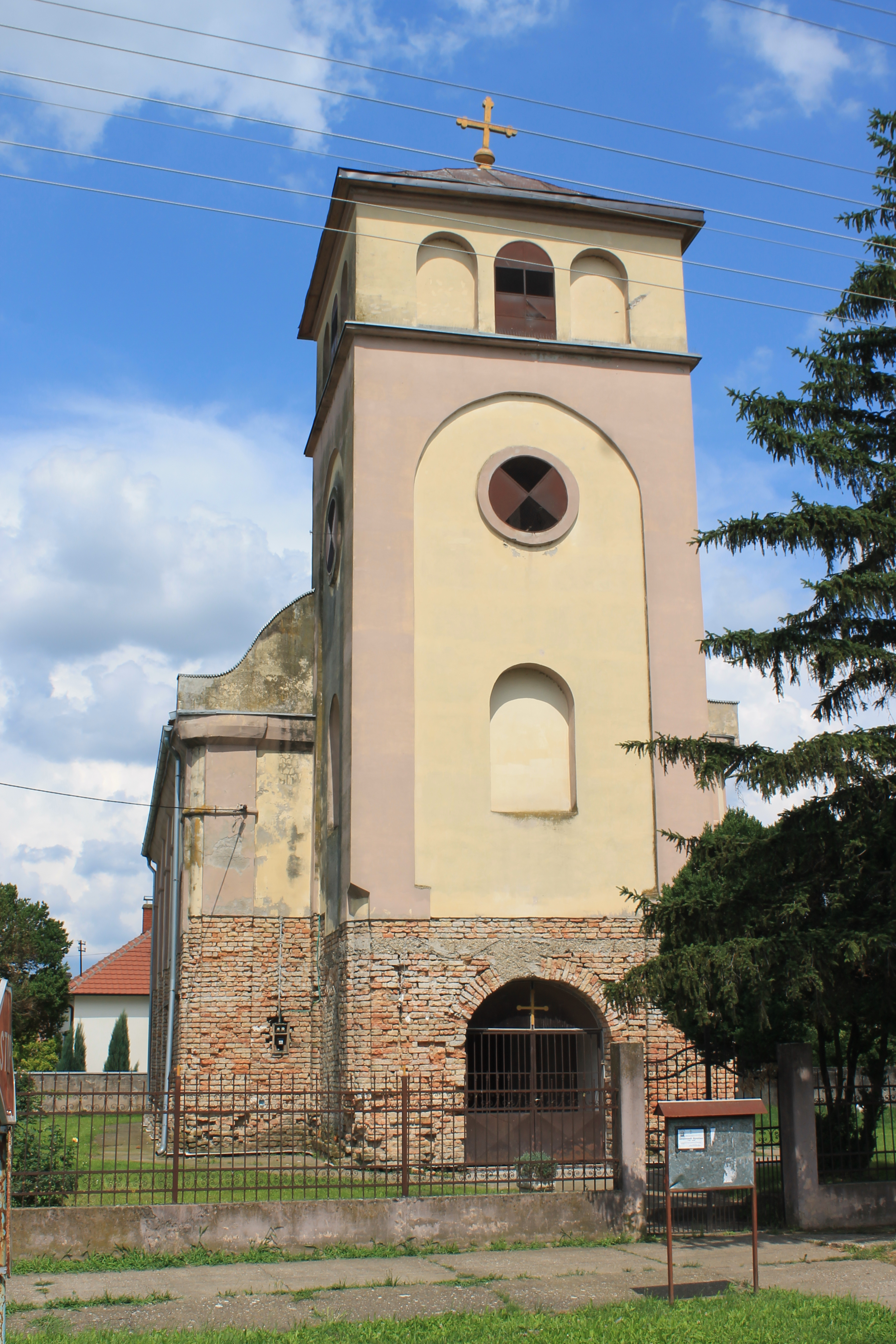
Framsidan och entrén.